# Passaporte indiano britânico
O passaporte britânico indiano foi um passaporte, prova do estatuto nacional e documento de viagem emitido aos súditos britânicos da Índia britânica e aos súditos britânicos de outras partes do Império Britânico. O título do estado utilizado no passaporte era "Império Indiano", que cobria toda a Índia moderna, Paquistão, Bangladesh e Birmânia (atual Myanmar).
O uso do passaporte foi interrompido após a independência da Índia e do Paquistão, em 1947, e seus portadores tiveram o direito de optar pela nacionalidade indiana, paquistanesa ou britânica.

## História
O uso de passaportes foi introduzido na Índia após a Primeira Guerra Mundial. O Act Indiano de Passaportes de 1920 requeria o uso de passaportes para controles estabelecidos sobre a viagem ao exterior de indianos ou estrangeiros que viajassem para o território da Índia. O passaporte foi baseado no formato acordado em 1920 pela Conferência Internacional sobre Passaportes da Liga das Nações.
No entanto, o passaporte indiano britânico teve o uso muito limitado, sendo válido para viagens somente dentro do Império Britânico, Itália, Suíça, Áustria, Checoslováquia, Alemanha, França, Espanha, Noruega, Suécia e Holanda.

## Emissão
Um passaporte indiano britânico podia ser emitido para indivíduos que eram cidadãos britânicos por nascimento, naturalização, proteção pelo Reino Unido (British protected person) ou a esposa ou viúva de tais indivíduos. Os passaportes eram emitidos pelos escritórios administrados pelos governos provinciais e eram válidos por cinco anos após a emissão. Em 1922, o valor da emissão do documento era 1 rupia indiana. O preço foi aumentado para 3 rupias em 1933.

## Aparência física

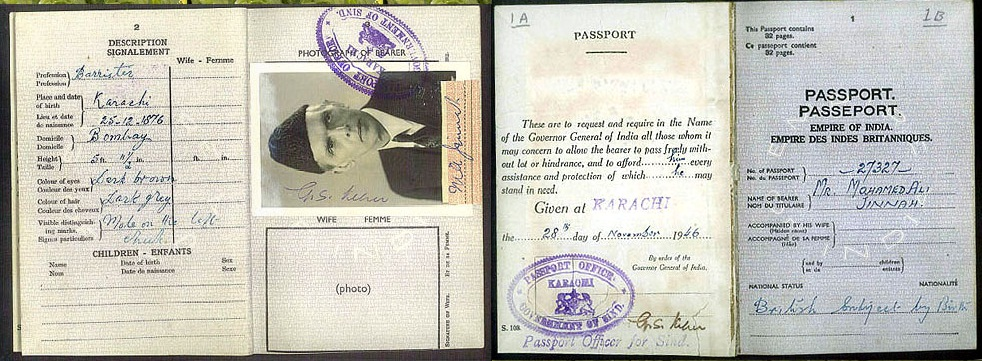
O passaporte de Muhammad Ali Jinnah emitido pela Índia britânica.

O passaporte estava formatado na cor azul marinho cor com o emblema do Império Britânico (ou seja, o Braços reais do Reino Unido) estampados na capa. A palavra "British Indian Passport" foi impressa acima do emblema e "Indian Empire" impresso abaixo. O texto do passaporte foi impresso nas línguas inglesa e francesa.

### Detalhes do portador
O passaporte incluía os seguintes detalhes descrevendo o portador:
- Número do passaporte
- Nome do portador
- Local de emissão
- Data de emissão
- Acompanhado por (esposa, filhos)
- Status nacional - cidadão britânico por (nascimento ou naturalização)
- Profissão
- Local e data de nascimento
- Domicílio
- Altura
- Cor de pele
- Cor dos olhos
- Cor do cabelo
- Características distintas
- Datas de validade e de caducidade

Os passaportes também incluíam as fotografias do portador e cônjuge ou acompanhante. A última metade do passaporte foi alocada para o visto e porto de carimbos de entrada e saída.